# Федеральная служба по борьбе с наркотиками (Аргентина)
Федеральная служба по борьбе с наркотиками (исп. Servicio Federal de Lucha contra el Narcotráfico, Sefeconar) — аргентинское агентство разведки со специальными полицейскими задачами по образцу американского DEA. Было создано через Исполнительный Декрет № 717. Дата создания 18 апреля 1991 года.
В настоящее время под юрисдикцией Sedronar (Секретариат программы профилактики наркомании и борьбы с незаконным оборотом наркотиков при Президента Аргентины). Его существование не было признано администрацией.